# Contes et légendes du Québec

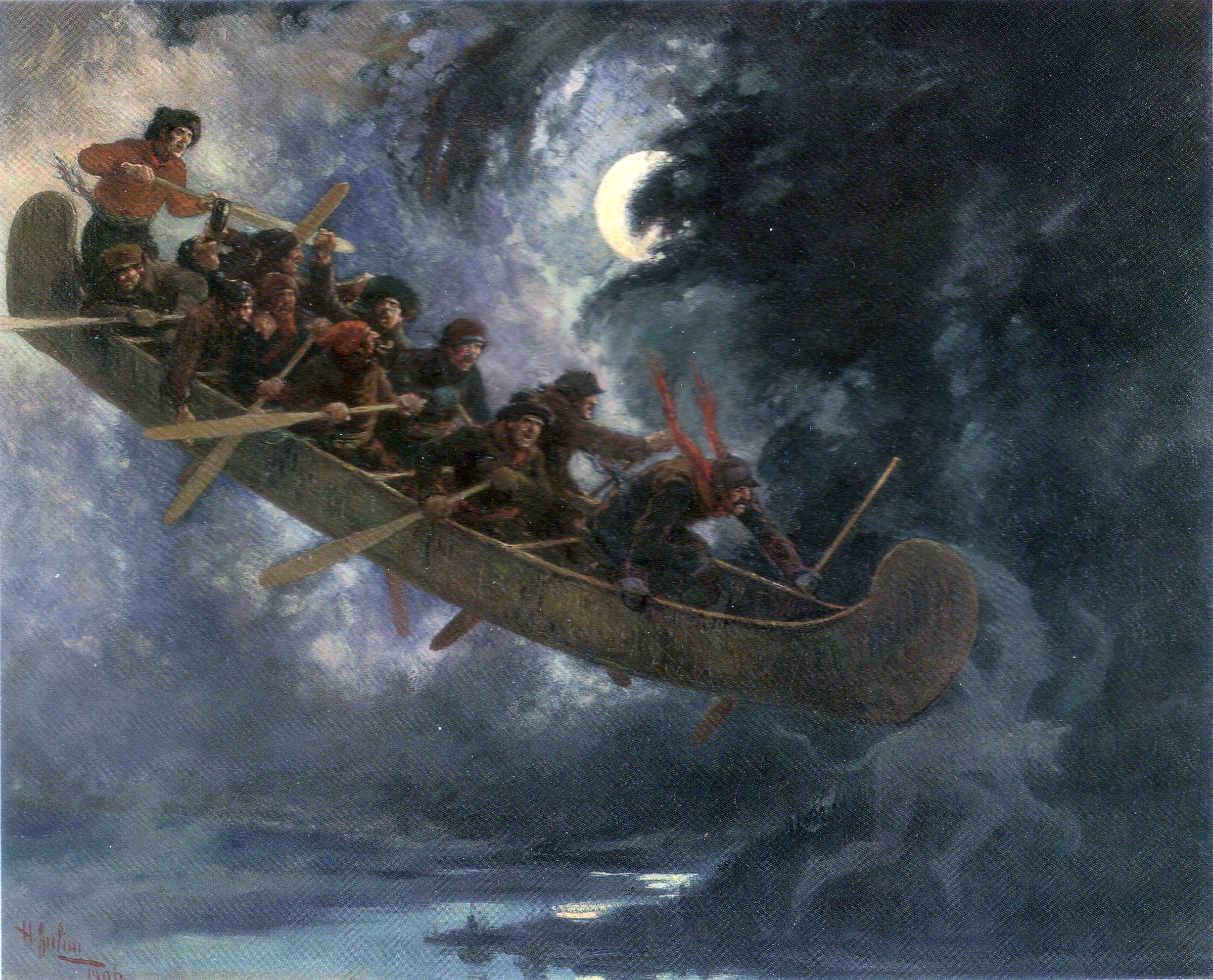
La Chasse-galerie (représentée ici par une peinture d'Henri Julien) est une histoire classique de la culture orale québécoise.

Les contes et légendes du Québec occupent une place importante dans la culture québécoise. Issus de la tradition orale et de la culture populaire, ces récits sont caractérisés par leurs thèmes et leurs références propres à la réalité québécoise, notamment son histoire, son territoire, son climat, la religion catholique et les grandes figures du folklore canadien-français (notamment le diable, le loup-garou, la sorcière et le revenant).
Les contes et les légendes constituent également deux genres importants dans la littérature québécoise. Très populaires du début du XIXe siècle jusqu'au milieu du XXe siècle, influencés par divers mouvements artistiques, ces récits ont visé à préserver des traces de la mémoire collective et à donner des assises à l'identité narrative des Canadiens français.

## Définitions
Un conte est un bref récit d'aventures imaginaires, mettant en scène des héros réalisant des exploits extraordinaires et des éléments merveilleux ou surnaturels (loup-garou, fée, géant, monstre, etc.). Récit de pure fiction suivant une structure narrative simple, son but est d'amuser le spectateur ou de l'effrayer tout en lui enseignant une morale. Provenant de la tradition orale multiséculaire et quasi universelle, le conte est aussi un récit dont l'auteur demeure généralement inconnu.
De son côté, la légende désigne un récit basé sur un fait réel, déformé par la tradition et reposant sur la croyance. Elle met en scène des personnes ayant véritablement existé (comme des personnages historiques, de la Nouvelle-France et au-delà) et inscrit son récit dans un temps et un espace précis, tout en gardant une fin ouverte, toujours en quête de résolution. La légende se distingue donc du conte populaire ou merveilleux, dont le récit est de tout temps et de tout lieu (« il était une fois, dans un lointain pays… ») et dont la fin est fermée par une morale, généralement d'inspiration chrétienne.
Dans la tradition orale, le conteur de légende commence son récit en cherchant à établir sa crédibilité auprès du public. C'est pourquoi les légendes commencent souvent par des formules jurant de la vérité de ce qui sera raconté (le conteur se disant « incapable de mentir »), ou par des affirmations précisant l'année, la journée, le lieu du récit, et enfin, surtout, le nom de la personne à qui l'aventure est arrivée. Ceci permet de distinguer la légende traditionnelle du conte de mensonge (ou conte de menterie), un autre genre de récit oral ancré plutôt dans l'improvisation, l'exagération et l'absurde, et dont le but avoué est de repousser les limites de l'incrédulité du spectateur. À l'écrit, la légende est généralement présentée sous forme de récit à l'intérieur d'un autre récit, racontée par un deuxième narrateur à qui le premier cède la parole en guise de caution.
Selon le critique Michel Vaïs, la séance de contes de la veillée traditionnelle peut s'apparenter à une forme primitive de théâtre, de la même façon que la chanson folklorique peut être apparentée à une forme primitive de poésie.

## Histoire

### Premières légendes

#### L'Amérindienne

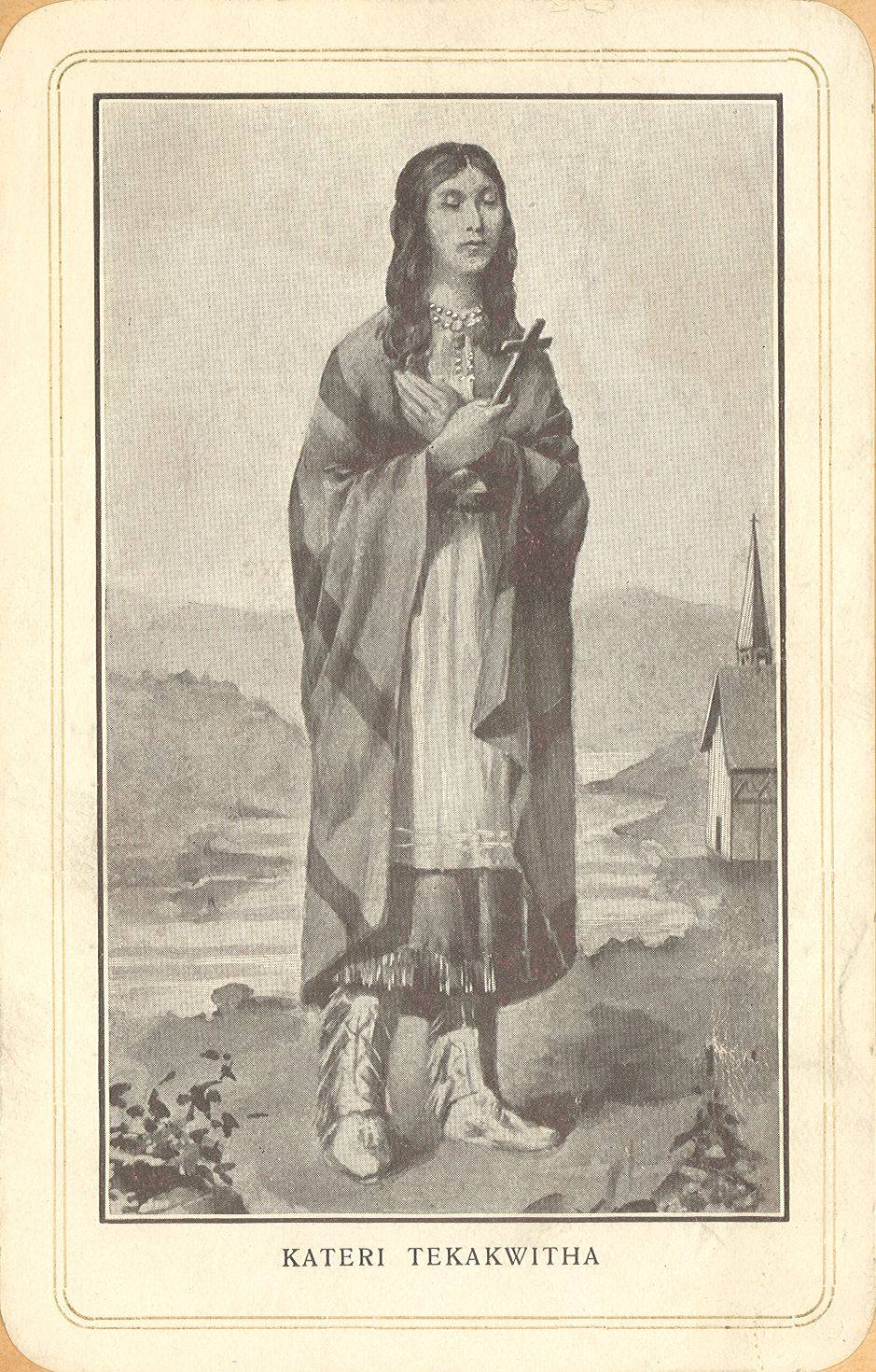
Catherine Tekakwitha

Selon le professeur Guildo Rousseau, la première légende québécoise à être immortalisée par l'écrit est celle de l'Amérindienne. Inspirée en partie de la vie pieuse de deux Iroquoises chrétiennes — Catherine Tekakwitha et Françoise Gonannhatenha — racontée dans la correspondance de pères missionnaires jésuites de la Nouvelle-France, la légende paraît d'abord en anglais sous le titre The Catholic Iroquois, écrit par la romancière américaine Catharine Maria Sedgwick en 1825. Au Québec, elle est ensuite traduite en français sous le titre L'Iroquoise, dans la revue La Bibliothèque canadienne de Montréal à l'automne 1827.
Cette légende raconte l'histoire de deux sœurs iroquoises éduquées dans la foi chrétienne, ayant promis d'un jour entrer en religion. En grandissant, la plus jeune des deux, moins fervente, finit par devenir amoureuse d'un jeune officier français. Renonçant à sa promesse initiale, elle choisit plutôt d'épouser le jeune officier. Un jour, elle se fait piéger dans une embuscade par des guerriers iroquois. Ceux-ci la font prisonnière et la ramènent de force à leur village. Ces Iroquois, présentés comme des personnages cruels et païens, tentent de forcer la jeune femme à renier sa foi afin de revenir parmi eux. Préférant mourir en martyre plutôt que d'abjurer son Dieu, l'Iroquoise est mise sur un bûcher où elle finit par périr.
Cette légende s'inscrit dans le sillon du mythe pastoral de la « princesse amérindienne », proche du bon sauvage, apparenté à des figures telles que Pocahontas, La Malinche et Sacagawea. Cette figure a été reprise sous différentes formes, notamment dans la littérature américaine et française (Alzire, ou les Américains de Voltaire et Atala de Chateaubriand). L'Amérindienne est présentée comme une figure exotique, symbolisant le Nouveau Monde par rapport au Vieux continent, incarnant une forme d'altérité où le lecteur peut projeter ses propres valeurs et ses idéaux. Elle est aussi une figure de désir, incarnant la femme charnelle, la concupiscence, le sexe, le péché de la chair — traits stéréotypés d'un caractère « sauvage ». Enfin, elle est aussi parfois une figure d'identification pour les Canadiens français, par sa religion catholique et par la peur de disparaître que partagent aussi les Amérindiens.

#### Le diable à la danse

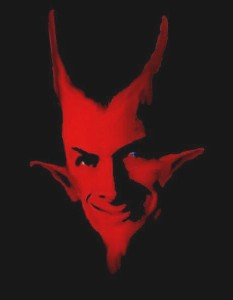
Le diable

Une autre légende transposée tôt à l'écrit est celle du diable à la danse. Sa version la plus connue, celle de Rose Latulipe, paraît pour la première fois dans L'Influence d'un livre de Philippe Aubert de Gaspé fils, le premier roman canadien-français, publié en 1837.
La légende raconte l'histoire d'une jeune fille (« aussi coquette que frivole ») poussant son père à organiser un bal du Mardi gras. Lors de ce bal, elle rencontre un mystérieux étranger, riche et vêtu de noir. Séduite, Rose danse avec l'étranger durant toute la soirée, négligeant son fiancé. Sur le coup de minuit, alors que l'on annonce la fin du bal, le mystérieux étranger demande à la jeune fille de lui accorder une dernière danse, puis de l'épouser. Au moment où elle tend la main pour marquer son accord, une piqûre fait couler son sang. Tout à coup méfiante, elle refuse d'échanger la croix qu'elle porte autour de son cou contre un élégant collier que lui offre l'étranger. Le curé du village surgit alors, chassant l'intrus qui n'était nul autre que le diable en personne. Réalisant qu'elle venait d'échapper à la damnation éternelle, Rose Latulipe abandonne son fiancé et se réfugie dans un couvent où elle finit par mourir, quelques années plus tard.
Dans l'ensemble de ces contes, les récits mettent en scène des personnages « particulièrement imbus de religiosité » se retrouvant soudain confrontés à des êtres surnaturels, provenant du folklore européen et nord-américain et de l'imaginaire chrétien. Si leur structure narrative (interdiction, transgression, châtiment) demeure relativement simple, les contes sont surtout caractérisés par leurs descriptions élaborées. Influencées par la littérature réaliste, ces descriptions servent à bien camper les histoires dans un décor canadien-français, facile à reconnaître pour le public. Les éléments comme les forêts, les cours d'eau et les grands espaces y reviennent de façon récurrente, en tant que symboles de la réalité et de l'originalité québécoise et nord-américaine.

### Période d'effervescence

#### Années 1840

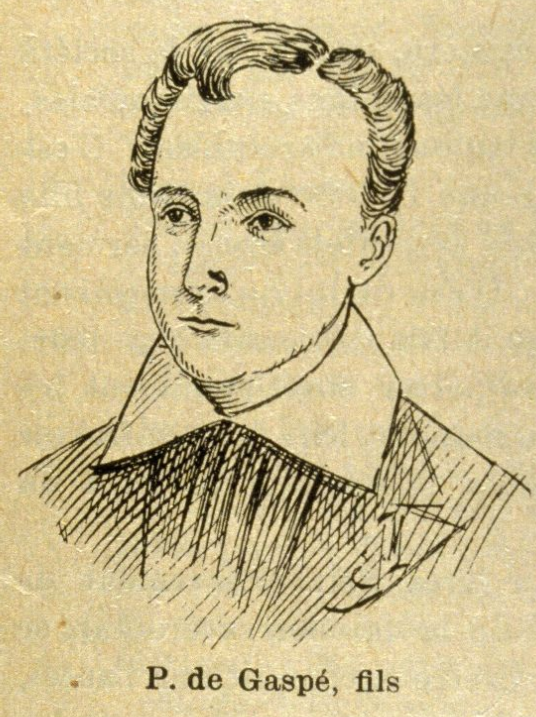
Philippe Aubert de Gaspé (fils)

Au lendemain des rébellions des Patriotes de 1837 et 1838, le conte et la légende connaissent une période de croissance rapide. S'inscrivant dans le sillon des auteurs Georges Boucher de Boucherville et de Philippe Aubert de Gaspé fils, de jeunes conteurs commencent à publier des récits puisés dans la tradition orale et s'inspirant de la réalité canadienne-française.
La première période d'effervescence se déroule durant les années 1840. Le conte et la légende sont alors portés par sept jeunes auteurs de moins de trente ans, qui malgré leur peu d'expérience publient un important corpus d'œuvres. Joseph Doutre fait ainsi paraître un premier conte macabre, Faut-il le dire!..., en 1844, puis un deuxième (plus réaliste), Le frère et la sœur, en 1846. Charles-Vinceslas Dupont publie Caroline de G*** ou l'amour d'une femme au visage pâle également en 1846, puis Françoise Brunon. Légende de la vallée du St. Laurent (autre version de la légende de l'Amérindienne chrétienne) en 1847. Jean-Casimir-Alphonse Poitras, Louis-Auguste Olivier et Guillaume Lévesque publient respectivement Histoire de mon oncle (1845), Le débiteur fidèle (1845) et La croix du Grand Calumet (1847). Enfin, Charles Laberge publie son Conte populaire (une autre version littéraire de la légende du diable à la danse) en 1848.
Dans la plupart de ces récits, reprenant les conventions de la tradition orale, les auteurs insistent sur la vérité des faits qu'ils racontent. Ils prennent notamment le soin d'indiquer clairement les lieux et les époques de chacune de leurs histoires (les Pays-d'en-haut, la Pointe-du-Lac, Terrebonne, la chute Montmorency, etc.).
Cette première période d'effervescence coïncide également avec la popularité du roman gothique et l'avènement du fantastique. Ces récits jouent en particulier avec la peur, un ressort fréquent du fantastique, afin que le lecteur retienne leur morale. Par exemple, dans Le débiteur fidèle de Louis-Auguste Olivier, le personnage principal (un fermier charitable appelé Antoine Dumont) vient en aide à un pêcheur ayant épousé son ancienne servante. Son geste de Bon Samaritain lui vaut une récompense. Dans La croix du Grand Calumet de Guillaume Lévesque, l'auteur insiste sur les qualités morales et physiques du personnage principal (un coureur des bois nommé Cadieux), dont le sacrifice de sa propre vie permet de sauver celles de ses compagnons de voyage dans les eaux de la rivière des Outaouais. Enfin, dans Le sacrifice du sauvage, l'héroïne (une jeune vierge amérindienne) obéit à l'ordre de son père et accepte d'être sacrifiée, suivant la volonté du manitou Arsekoui (un dieu de la guerre autochtone), afin de réveiller le courage des hommes de son peuple et de les inciter à combattre les « perfides dominateurs blancs ».
À la fin des années 1840, l'intérêt pour le conte s'estompe. À l'exception de la publication d'un recueil par James Huston (Légendes canadiennes) en 1853, il faut attendre l'arrivée des années 1860 pour voir se renouveler le genre en littérature au Québec.

#### Les Soirées canadiennes
En 1860, un groupe d'écrivains et de journalistes formé de Pierre-Joseph-Olivier Chauveau, Joseph-Charles Taché, Antoine Gérin-Lajoie, Louis Fréchette, Pamphile Le May, Alfred Garneau et l'abbé Henri-Raymond Casgrain commence à se réunir dans l'arrière-boutique de la librairie d'Octave Crémazie à Québec. Portés par un désir commun de voir naître une véritable littérature nationale au Québec, malgré leur absence de programme esthétique commun, ces écrivains forment le premier mouvement littéraire canadien-français. Elle portera le nom d'École littéraire de Québec.
En 1861, l'abbé Henri-Raymond Casgrain, Antoine Gérin-Lajoie, Hubert Larue et Joseph-Charles Taché fondent Les Soirées canadiennes, Recueil de littérature nationale, une revue cherchant à répertorier les œuvres inédites au Canada français et à les faire connaître du grand public. Se donnant pour devise « Hâtons-nous de raconter les délicieuses histoires du peuple avant qu'il les ait oubliées », l'abbé Casgrain publie dans cette revue trois légendes, l'une évoquant son village natal (« Le tableau de la Rivière-Ouelle »), les débuts de la Nouvelle-France (« La jongleuse ») et la vie des premiers colons (« Les pionniers canadiens »). Ces publications font naître un nouvel engouement pour le conte et la légende.

### Programme de l'abbé Casgrain

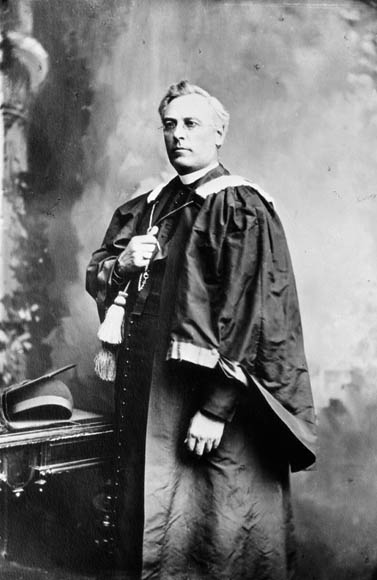
Henri-Raymond Casgrain

En 1863, à la suite d'un différend avec leur imprimeur, certains membres des Soirées canadiennes décident de quitter la revue et d'en fonder une nouvelle, Le Foyer canadien. Dans cette revue, l'abbé Henri-Raymond Casgrain publie un texte intitulé « Le mouvement littéraire au Canada », qui marquera un tournant majeur dans l'histoire littéraire québécoise. L'auteur y dresse un bilan de l'effervescence récente de la littérature canadienne-française. Sur un ton prophétique, il annonce l'orientation future de cette littérature. Convaincu de la vocation missionnaire de son peuple, l'abbé Casgrain prédit l'effondrement de l'Amérique « cupide » et l'émergence du peuple canadien-français comme futur rempart de la culture, du savoir et de la bonne morale chrétienne qui guidera le continent dans le prochain siècle.
Cette conception de la littérature, influencée par le romantisme et par l'ultramontanisme, s'inscrit dans le sillon de la survivance culturelle prônée par les élites du Canada français de l'époque. Suivant ce programme, l'abbé Casgrain et ses proches cherchent à donner à la littérature le rôle de construction d'un récit national. Ainsi, les récits de la tradition orale, considérés comme ayant peu de valeur jusque-là par les élites, se retrouvent désormais à préserver des coutumes devenues presque oubliées et à valoriser ces traces d'un passé remontant à la Nouvelle-France. Les auteurs sont ainsi appelés à sauver de l'oubli une culture dont la beauté et l'originalité ne faisaient aucun doute à leurs yeux, pour mieux servir la patrie.
Petit à petit, d'autres formes de littérature (comme les récits de voyage et de chantier de Joseph-Charles Taché, les récits imaginaires populaires de Philippe Aubert de Gaspé, mais aussi la poésie et la chanson) trouvent également leur place dans le programme de l'abbé Casgrain. Tout en construisant le récit national des Canadiens français, ce passage de l'oral à l'écrit permet d'« établir un relais entre l'ancien monde (celui de la tradition orale et de la magie) et le monde moderne (celui de la tradition écrite et de la raison) ».
Correspondant aux valeurs des élites reflétées par les institutions, le programme de l'abbé Casgrain domine la scène littéraire québécoise jusqu'au début du XXe siècle.

#### Mélanges
La vaste majorité des contes et des légendes écrits au XIXe siècle paraissent de façon disséminée dans des revues et des journaux. Malgré leur foisonnement, l'éparpillement de ces récits dans des publications éphémères ou moins connues, sans vocation proprement littéraire ou artistique, finit par brouiller les distinctions entre les deux genres. Selon l'ethnologue Luc Lacourcière, « [l]es premiers littérateurs canadiens se sont inspirés de la légende et ont rédigé des légendes qu'ils ont appelées contes. De là naît une certaine confusion, confusion qui existe non pas dans l'esprit des informateurs populaires mais dans l'esprit des littérateurs, des gens lettrés qui n'ont pas un contact toujours direct avec la tradition orale et qui souvent interprètent la tradition ». Ceci explique pourquoi le conte et la légende sont souvent confondus lorsque l'on consulte les sources de l'époque.
Afin de donner un plus grand rayonnement à ces histoires et de répondre aussi à l'engouement du public, des éditeurs commencent à s'intéresser aux contes et aux légendes. Des recueils commencent à paraître. N'obéissant ni à une structure ni à un ordre logique particulier, ces recueils regroupent des contes, des légendes et d'autres brefs récits comme des nouvelles. Ces recueils composites, regroupant donc les textes en fonction de leur longueur plutôt que de leur genre, mènent aussi à la formation de mélanges littéraires. Néanmoins, tous ces ouvrages partagent le même but : créer une littérature nationale canadienne-française.

### Principales figures des contes et légendes

#### Loup-garou

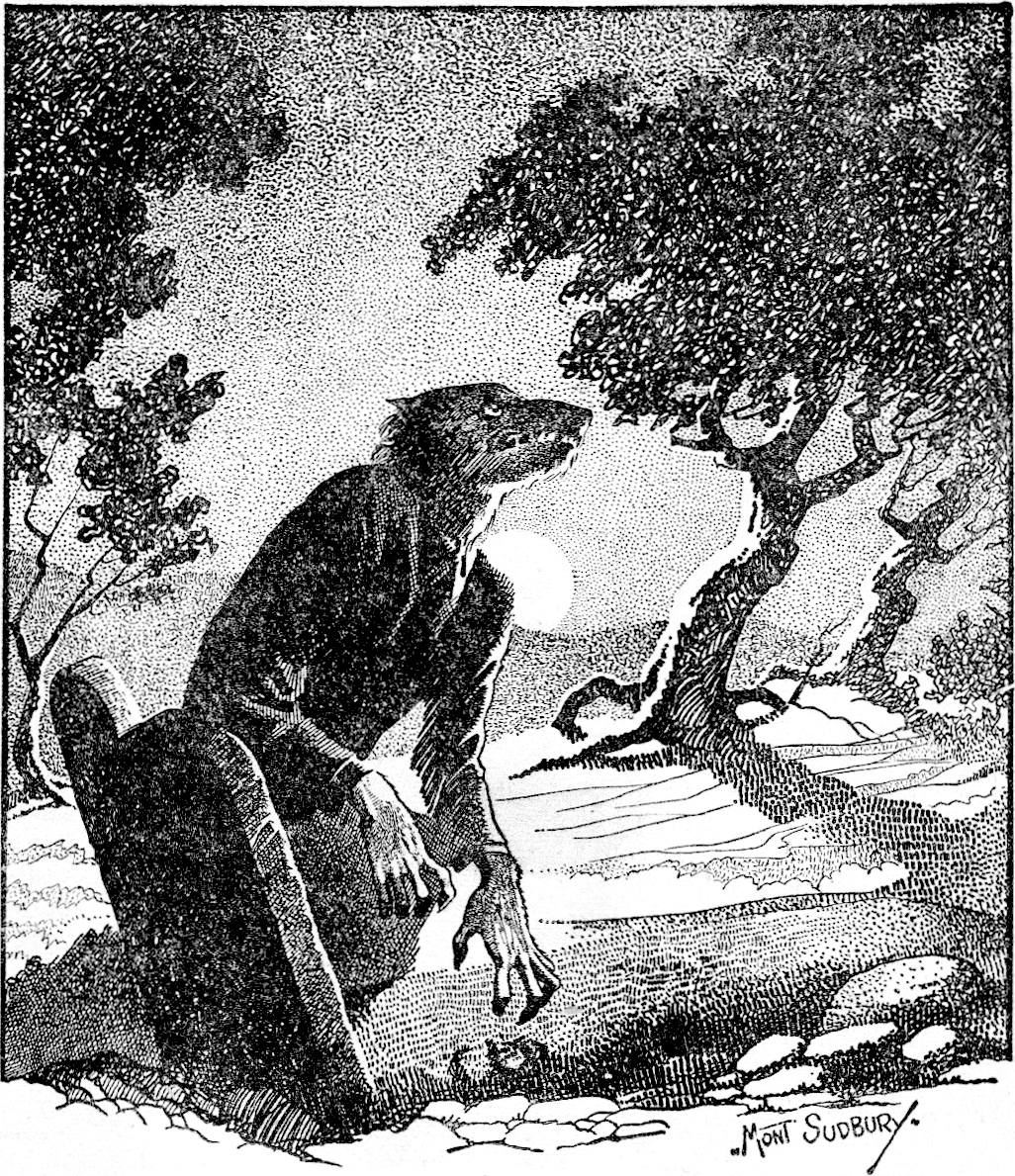
Un loup-garou

Intéressés par le folklore et l'imaginaire, les auteurs de légendes font entrer dans la littérature écrite plusieurs figures surnaturelles issues de la tradition orale. L'une des figures les plus couramment rencontrées dans la légende québécoise est celle du loup-garou. Dans la plupart des récits, le loup-garou désigne une personne qui a été frappée d'un sortilège pour avoir manqué à ses devoirs religieux. Se transformant chaque nuit, la victime est forcée d'errer dans les campagnes sous une forme animale. Elle ne peut être libérée de son sort que par une personne la reconnaissant lors de sa transformation et réussissant à lui prélever du sang. Ainsi, dans Une histoire de loup-garou d'Eugène Dick et La bête à grand'queue d'Honoré Beaugrand, les héros se retrouvent transformés en loup-garou après avoir négligé de s'être confessé à Pâques pendant plusieurs années.

#### Revenant
Une autre figure récurrente est celle du fantôme ou du revenant. Celle-ci apparait tantôt pour punir des vivants qui ont commis une faute grave (Le fantôme de l'avare d'Honoré Beaugrand), tantôt comme des âmes en peine revenues pour réparer des fautes du passé (La messe du revenant de Louis Fréchette, Fantôme de la roche de N.-H.-É. Faucher de Saint-Maurice).

#### Sorcière

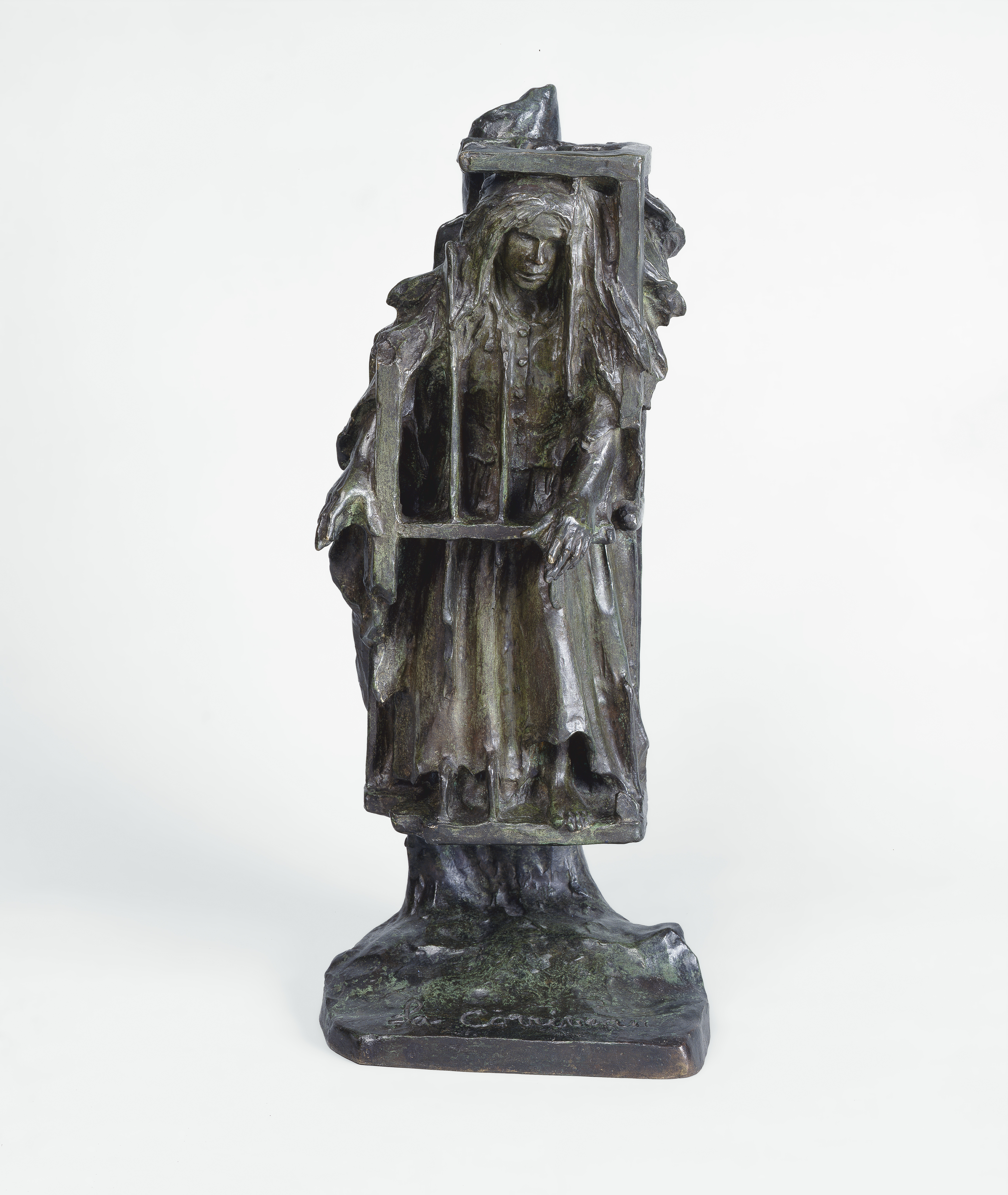
Sculpture de La Corriveau par Alfred Laliberté

De façon générale, les figures légendaires apparaissent toujours lorsqu'un personnage échoue à suivre une règle de la religion catholique. Relevant normalement du conte merveilleux, elles se trouvent parfois intégrées à des histoires basées sur des faits réels.
La figure de la sorcière occupe elle aussi un rôle important dans la tradition orale. L'exemple le plus célèbre demeure celui de la légende de la Corriveau, racontée dans Les Anciens Canadiens de Philippe Aubert de Gaspé père en 1863, puis dans La cage de la Corriveau par Louis Fréchette en 1885. Tirée de la chronique judiciaire de la Nouvelle-France, cette histoire a été fortement influencée par la culture populaire au fil des générations. Marie-Josephte Corriveau, surnommée La Corriveau, avait été condamnée à mort pour avoir assassiné son deuxième mari. Le cadavre de la Corriveau avait ensuite été exposé dans une cage au bord des routes à la Pointe-Lévy pour effrayer les passants, avant de disparaître de façon mystérieuse et de donner ainsi naissance à sa légende.
Selon les versions, La Corriveau avait disparu pour rejoindre le sabbat des sorciers de l'île d'Orléans, ou pour hanter les chemins de Lévis la nuit pour s'en prendre aux voyageurs égarés. Dans les deux cas, de Gaspé et Fréchette racontent deux versions similaires de la légende tout en s'appliquant à distinguer le mythe de la réalité.

#### Diable
La figure légendaire la plus répandue est sans contredit celle du diable.

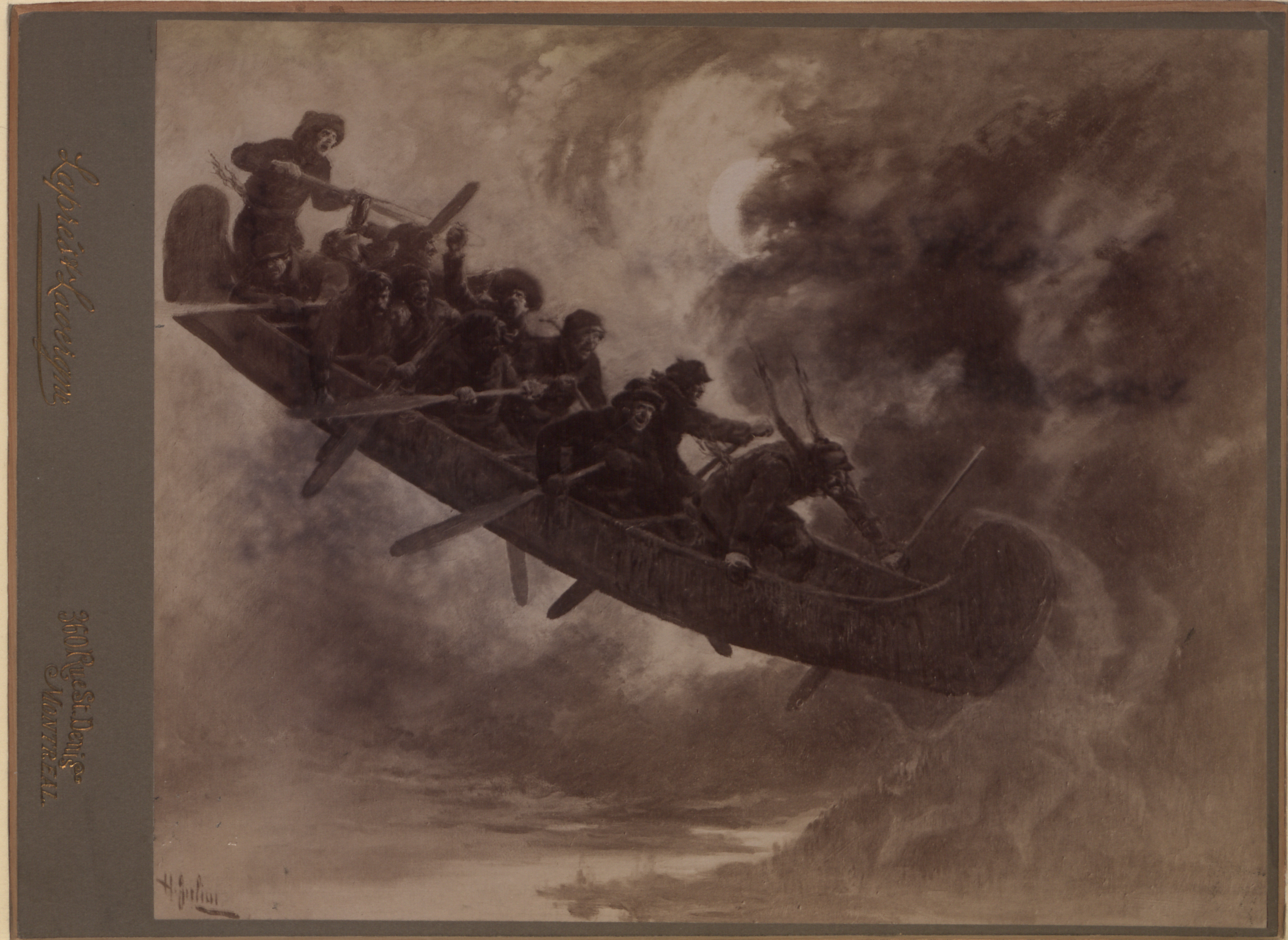
La chasse-galerie

Déjà présente dans la légende de Rose Latulipe, elle intervient également dans celle de la chasse-galerie. Cette légende célèbre trouve sa forme la plus achevée sous la plume d'Honoré Beaugrand en 1900. Racontée par le personnage de Joe le cook, la légende se passe la veille du Nouvel An, dans un camp de bûcherons, en pleine forêt. À la proposition de son ami Baptiste, le conteur se joint à une expédition pour aller en ville, à Lavaltrie. Pour s'y rendre, les personnages vont ainsi prendre part à une chasse-galerie. Cette pratique consiste à prêter serment au diable afin d'obtenir, pour une nuit, un canot d'écorce magique permettant de voyager dans le ciel. En échange de ce canot, les passages doivent respecter certaines règles : pendant la durée du voyage, ils doivent éviter de prononcer le nom de Dieu et de heurter une croix ou un clocher d'église. Celui qui enfreint les règles perd son âme. Réjoui à l'idée de pouvoir retrouver son amoureuse le temps d'une nuit, le narrateur accepte l'offre. Les passagers prennent le canot et se rendent à Lavaltrie, sans problèmes. Ils fêtent le réveillon dans la joie. Lorsque vient le temps de repartir, les choses se gâtent. Baptiste, l'ami du narrateur, est ivre alors qu'il doit tenir le gouvernail du canot. Frôlant la catastrophe à plusieurs reprises durant le trajet, dans un ultime geste d'insolence, l'ivrogne profère un juron retentissant. Le canot frappe alors un arbre qui sauve les passagers par miracle. Ceux-ci atterrissent dans un banc de neige, où ils sont retrouvés le lendemain, sains et saufs.
Si la figure surnaturelle est acceptée telle quelle dans la légende, il en est autrement dans le conte. Bien que les contes soient souvent construits sur le mode fantastique, la plupart d'entre eux se concluent avec une explication rationnelle. L'apparition se voit souvent désamorcée par une erreur de perception, un rêve, un accès de folie, un état d'ébriété, ou encore par l'humour.

### Contes de Noël

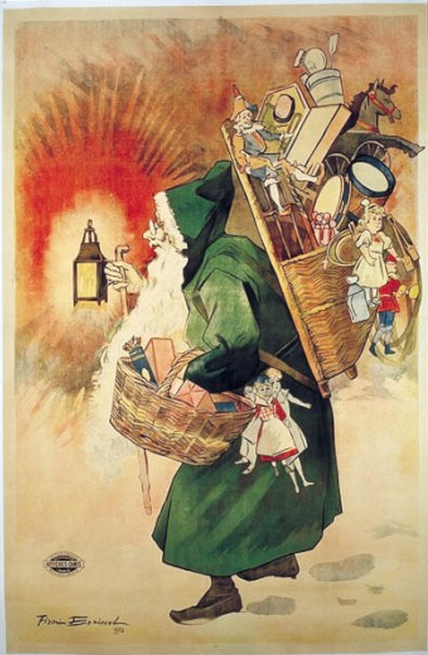
Le père Noël

Au tournant du XXe siècle, un nouveau genre de conte fait son apparition dans les périodiques : le conte de Noël. Genre déjà populaire à cette époque dans la presse européenne et dans le monde anglo-saxon, les contes de Noël prolifèrent sous la plume de différents auteurs qui les intègrent à leurs propres recueils. Les journaux de l'époque comme La Patrie et La Presse organisent notamment des concours de contes pour encourager les auteurs à démontrer leurs talents. Un premier recueil, La Noël au Canada, est publié par Louis Fréchette en 1900.
Exploitant une même thématique, les contes de Noël se distinguent en trois catégories : les contes réalistes, les contes historiques et les contes merveilleux. Les premiers, proches de la nouvelle, soulignent ou dénoncent surtout les inégalités sociales sur un ton mélodramatique, montrant une famille pauvre ou une mère avec ses enfants frappés par le malheur à la veille de Noël. De leur côté, les contes de Noël historiques mettent en scène des premiers colons et leurs mœurs à l'approche des fêtes. Les personnages sont montrés comme des exemples de piété et de vertu, accordant une grande importance aux coutumes et aux traditions religieuses héritées de la France ou de la Nouvelle-France. Enfin, les contes de Noël merveilleux mettent en scène des personnages sacrés — de l'Enfant Jésus jusqu'à la Vierge Marie, en passant par les saints et les anges — ainsi que des animaux dotés d'attributs humains. Les récits incluent souvent le Saint Nicolas anglais et le Santa Claus allemand, dont la visite sur terre (avec celle de l'Enfant Jésus) s'accompagne de cadeaux donnés aux enfants sages, ainsi que d'un miracle donnant aux personnages une preuve de la miséricorde divine.

### Déclin
À partir des années 1920, les recueils inspirés de récits de la tradition orale entrent de moins en moins dans la littérature. Malgré la réédition d'auteurs du passé (Faucher de Saint-Maurice, Louis Fréchette, Pamphile Le May ou Benjamin Sulte), les contes et les légendes intéressent moins les créateurs que les folkloristes (comme Marius Barbeau, Gustave Lanctôt, Luc Lacourcière et Conrad Laforte).
La querelle entre Régionalistes (écrivains partisans d'un discours régionaliste ou terroiriste) et Exotiques (écrivains partisans d'un discours universaliste apparenté au mouvement parnassien) en particulier fait ressortir le désir partagé par bon nombre d'écrivains de continuer à illustrer les vertus de la vie rurale par des récits se déroulant dans un décor champêtre. Les récits brefs, très populaires sous forme de nouvelles, d'anecdotes, de souvenirs ou de récits de voyage, recourent cependant de moins en moins au registre merveilleux ou légendaire. Les descriptions de la nature observée, bien que souvent lyriques, délaissent les figures surnaturelles ou la conclusion sur une morale au profit de détails abondants sur la géographie, le climat, les mœurs ou encore la couleur du langage.
Le genre demeure toutefois utilisé à l'occasion par des auteurs comme Alfred DesRochers ainsi que Jacques Ferron.